# مارك لويد وليامز
مارك لويد وليامز (بالإنجليزية: Marc Lloyd Williams)‏ (8 فبراير 1973 بانغور المملكة المتحدة - ) هو لاعب كرة قدم بريطاني يلعب كمهاجم.

## روابط خارجية
- مارك لويد وليامز على موقع قاعدة بيانات كرة القدم.إي يو (الإنجليزية)
- مارك لويد وليامز على موقع Soccerbase.com (لاعب) (الإنجليزية)